# Вила-Нова-ди-Фош-Коа
Ви́ла-Но́ва-ди-Фош-Ко́а (порт. Vila Nova de Foz Côa; ['vilɐ 'nɔvɐ dɨ fɔʃ 'koɐ ]) — город в Португалии, центр одноимённого муниципалитета в составе округа Гуарда. По старому административному делению входил в провинцию Траз-уж-Монтиш и Алту-Дору. Входит в экономико-статистический субрегион Доуру, который входит в Северный регион. Численность населения — 3,3 тыс. жителей (город), 8,5 тыс. жителей (муниципалитет) на 2001 год. Занимает площадь 395,88 км².
Расположен на реке Коа.
Покровителем города считается Дева Мария (порт. Nossa Senhora das Dores). Праздник города — 21 мая.

## Расположение
Посёлок расположен в 60 км на север от адм. центра округа города Гуарда.
Муниципалитет граничит:
- на севере — муниципалитеты Карразеда-де-Ансьянш, Торре-де-Монкорву
- на северо-востоке — муниципалитет Фрейшу-де-Эшпада-а-Синта
- на юго-востоке — муниципалитет Фигейра-де-Каштелу-Родригу
- на юге — муниципалитет Меда
- на западе — муниципалитеты Пенедону, Сан-Жуан-да-Пешкейра

## История
Город основан в 1299 году.

## Население
| Численность населения муниципалитета по годам | Численность населения муниципалитета по годам | Численность населения муниципалитета по годам | Численность населения муниципалитета по годам | Численность населения муниципалитета по годам | Численность населения муниципалитета по годам | Численность населения муниципалитета по годам | Численность населения муниципалитета по годам | Численность населения муниципалитета по годам |
| --------------------------------------------- | --------------------------------------------- | --------------------------------------------- | --------------------------------------------- | --------------------------------------------- | --------------------------------------------- | --------------------------------------------- | --------------------------------------------- | --------------------------------------------- |
| 1801                                          | 1849                                          | 1900                                          | 1930                                          | 1960                                          | 1981                                          | 1991                                          | 2001                                          | 2004                                          |
| 2630                                          | 4290                                          | 13 939                                        | 14 404                                        | 16 209                                        | 11 251                                        | 8885                                          | 8494                                          | 8249                                          |

## Состав муниципалитета
В муниципалитет входят следующие районы:
1. Алмендра
2. Каштелу-Мельор
3. Седовин
4. Шанш
5. Куштояш
6. Фрейшу-де-Нуман
7. Орта
8. Мурса
9. Мушагата
10. Мош-ду-Дору
11. Нуман
12. Санта-Комба
13. Санту-Амару
14. Себаделье
15. Сейшаш
16. Тоса
17. Вила-Нова-де-Фош-Коа